# Episodi di Matlock (terza stagione)
La terza stagione della serie televisiva Matlock, composta da 20 episodi, è stata trasmessa negli Stati Uniti dal canale NBC tra il 1988 e il 1989.
| nº | Titolo originale       | Titolo italiano         | Prima TV USA | Prima TV Italia |
| -- | ---------------------- | ----------------------- | ------------ | --------------- |
| 1  | The Lemon              | Il bidone               |              |                 |
| 2  | The Ambassador, Part 1 | L'ambasciatore 1ª parte |              |                 |
| 3  | The Ambassador, Part 2 | L'ambasciatore 2ª parte |              |                 |
| 4  | The Mistress           | L'amante                |              |                 |
| 5  | The D.J.               | Il Disc Jockey          |              |                 |
| 6  | The Captain            | Il capitano             |              |                 |
| 7  | The Vendetta           | La vendetta             |              |                 |
| 8  | The Mayor, Part 1      | Il sindaco 1ª parte     |              |                 |
| 9  | The Mayor, Part 2      | Il sindaco 2ª parte     |              |                 |
| 10 | The Black Widow        | La vedova nera          |              |                 |
| 11 | The Other Woman        | L'altra donna           |              |                 |
| 12 | The Starlet            | Delitto in passerella   |              |                 |
| 13 | The Psychic            | La veggente             |              |                 |
| 14 | The Thief, Part 1      | Il ladro 1ª parte       |              |                 |
| 15 | The Thief, Part 2      | Il ladro 2ª parte       |              |                 |
| 16 | The Thoroughbred       |                         |              |                 |
| 17 | The Model              |                         |              |                 |
| 18 | The Cult               | La setta                |              |                 |
| 19 | The Blues Singer       | Blues mortale           |              |                 |
| 20 | The Priest             | Il prete                |              |                 |